# Hydrologická bilance
Hydrologická bilance spočívá ve vyjádření všech vstupů a výstupů vody z povodí a vyjádření změn v zásobách (∆S). Vstupy zahrnují především srážky (P), výstupy pak evaporaci (E), transpiraci (T) (někdy souhrnně označenou jako evapotranspiraci (ET) a celkový odtok(Qc). Základní rovnice hydrologické bilance pro pevniny pak vypadá následovně:
P - ET - Qc = ∆S
Celkový odtok lze dále rozdělit na povrchový odtok (Qp), hypodermický odtok (Qh) a základní(bazální) odtok (Qb)